# Nehrybka
Nehrybka (w latach 1977–1981 Podgrodzie) – wieś w Polsce położona w województwie podkarpackim, w powiecie przemyskim, w gminie Przemyśl.
Wieś starostwa przemyskiego w drugiej połowie XVI wieku, Nehrebka położona była na przełomie XVI i XVII wieku w ziemi przemyskiej województwa ruskiego.
W II Rzeczypospolitej wieś w powiecie przemyskim w województwie lwowskim.
W latach 1945–1946 nacjonaliści ukraińscy z OUN-UPA zamordowali tutaj 8 Polaków, paląc część gospodarstw.
W latach 1975–1998 miejscowość administracyjnie należała do województwa przemyskiego.
Przez wieś płynie rzeka Jawor, która dzieli ją na dwie części, a następnie w granicach wsi wpada do Wiaru. Mieszka tam około 1000 osób.
W miejscowości znajduje się półprofesjonalne prywatne obserwatorium astronomiczne im. Jana Heweliusza, które należy do Antoniego Chrapka.
4 października 1831 w Nehrybce urodził się Bruno Bielawski – pisarz, dziennikarz i poeta (zm. 1861) autor wiersza Czarny krzyżyk – popularnego jako pieśn powstania styczniowego.